# Azorella filamentosa
Azorella filamentosa är en flockblommig växtart som beskrevs av Jean-Baptiste de Lamarck. Azorella filamentosa ingår i släktet Azorella och familjen flockblommiga växter. Inga underarter finns listade i Catalogue of Life.